# Magazin for Kunstnere og Haandværkere
Den 4. september 1826 udsendte Georg Frederik Ursin første nummer af Magazin for Kunstnere og Haandværkere, et dansk polyteknisk tidsskrift. Det udkom først under navnet Magazin for Kunstnere og Haandværkere med 500-600 sider tekst og med mange illustrationer i hver årgang. Magazinet blev udgivet fra 1826 og frem til 1842 i alt med 16 årgange. Dog med et afbræk i årene 1835-36, De sidste seks årgange udkom fra 1836 til 1842 under navnet Nyt Magazin for Kunstnere og Haandværkere. Det danske magazin var enestående som det første egentlige polytekniske tidsskrift, der udkom i Danmark.
Tidsskriftet skulle formidle polyteknisk kundskab til et teknisk interesseret publikum. Redaktøren skrev ofte meddelelser fra flere tidsskrifter sammen til en ny artikel, der blev suppleret med betragtninger over de særlige nationale forhold, vilkår, omstændigheder eller spørgsmål, der gjorde sig gældende i Danmark.
Magazinet skulle være et forum for udveksling af informationer mellem interesserede. Ursin ønskede at styrke den oplysning, der kom fra neden og var bundet til praktiske erfaringer, men han bragte også videnskabelige meddelelser uden et praktisk sigte, fordi de måtte have en nyttig teoretisk interesse for praktikeren.